# Helene Hübener

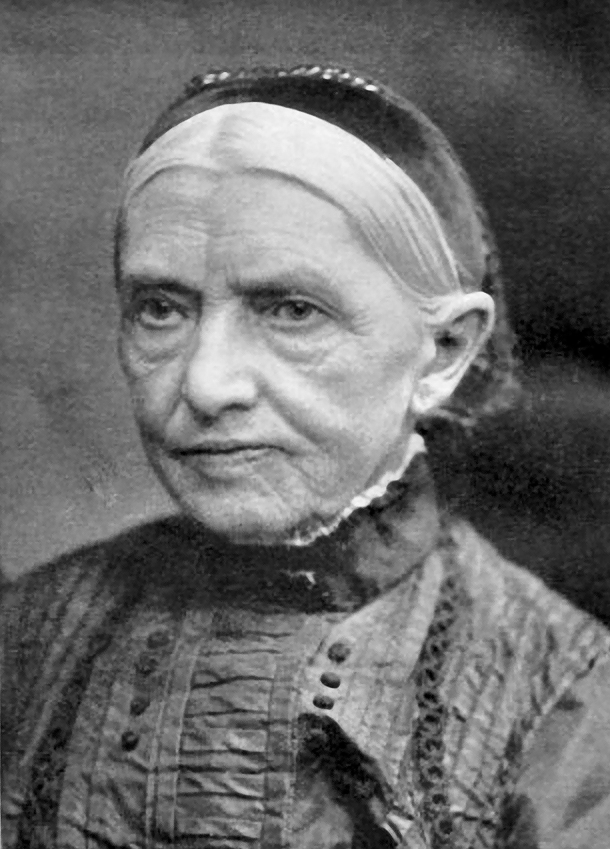
Helene Hübener

Helene Hübener (* 14. April 1843 in Sternberg; † 5. Juni 1918 in Gehlsdorf) war eine deutsche Schriftstellerin.

## Leben
Helene Hübener entstammte einem frommen mecklenburgischen Pfarrhaus. Sie war das zweite von sieben Kindern des Pastors Friedrich Hübener (1810–1852) und dessen Frau Sophie, geb. Kleiminger (1817–1893) und wuchs in einfachen Verhältnissen auf. Als sie neun Jahre alt war, starb ihr Vater und die Mutter zog mit den Kindern nach Rostock. In Rostock besuchte Helene Hübener eine Höhere Töchterschule und erhielt eine Ausbildung als Erzieherin. Anschließend lebte sie 26 Jahre als Stütze ihrer Tante in Sachsen, mit nur einer kurzen Unterbrechung, als sie als Erzieherin in einem adeligen Gutshaus in Mecklenburg arbeitete. Sie verließ ihre Tante und zog nach Rostock, um ihre Schwester Marie zu pflegen, die durch einen Unfall gelähmt war. So war Helene Hübener wieder in der Nähe ihrer Mutter, die kurz vor ihrem Tod zu ihr zog und von dieser bis zu ihrem Tode gepflegt wurde. Sie wohnte mit ihrer Schwester in Gehlsdorf in der Gehlsheimer Straße 3.
Helene Hübener heiratete nie und begann erst mit etwa 40 Jahren mit ihrer schriftstellerischen Arbeit. Sie schrieb religiös geprägte Bücher. In den ersten Büchern wie Es muss doch Frühling werden und Drei Freundinnen verarbeitete sie ihre eigenen Erfahrungen als Gouvernante und als Stütze ihrer Tante. In ihren späteren Büchern griff sie oft auf die Erlebnisse und Erfahrungen ihrer Geschwister zurück, die Lehrer (Marie und Theodor) oder Pfarrer (Wilhelm und Friedrich) waren.

## Nachleben
Helene Hübeners Bücher werden auch heute noch verlegt und waren seit ihrem ersten Erscheinen fast durchgehend erhältlich. Bis 1958 erschienen ihre Bücher im D. Gundert Verlag (Stuttgart), heute werden sie in bearbeiteter Form im Verlag der Francke-Buchhandlung in Marburg im Rahmen der Reihe Heimatlicht veröffentlicht.
Am 30. September 2016 wurde im Rostocker Ortsteil Evershagen ein Weg nach Helene Hübener benannt.

## Werke
- 1884: Es muß doch Frühling werden (ISBN 3-86122-396-1)
- 1896: Nur treu
- 1897: Unter einem Dach (ISBN 3-86122-310-4)
- 1898: Gesühnte Schuld und Bitte, bitte! (Gedichte)
- 1899: Drei Freundinnen (ISBN 3-88224-230-2)
  - Schwedische Übersetzung: De tre väninnorna (1906)
- 1900: Reich in Gott (ISBN 3-88224-167-5)
- 1902: Großmütterchen (ISBN 3-86122-312-0 / ISBN 3-86122-919-6)
- 1902: Licht und Schatten
- 1904: Maria und Lisa (Fortsetzung zu Reich in Gott)
- 1905: Tante Hedwig
- 1906: Die silberne Kette
- 1909: Olga und ihre Schwestern (ISBN 3-86122-798-3)
- 1910: Im Rosenhaus
- 1912: Aus dem Leben einer Waise (ISBN 3-86122-911-0)
- 1914: Die Nachbarn (ISBN 3-86122-309-0)
- 1915: Verschlungene Wege (2 Erzählungen: Gesühnte Schuld und Licht und Schatten)
- 1920: Der letzte Gruß